# Haruko Sugimura
Haruko Sugimura (杉村春子 Sugimura Haruko?, n. 6 ianuarie 1906, Hiroshima, Japonia – d. 4 aprilie 1997, Tokyo⁠(d), Tokyo, Japonia) a fost o actriță japoneză de teatru și film, cunoscută pentru aparițiile în filmele cineaștilor Yasujirō Ozu și Mikio Naruse de la sfârșitul anilor 1940 până la începutul anilor 1960.

## Biografie

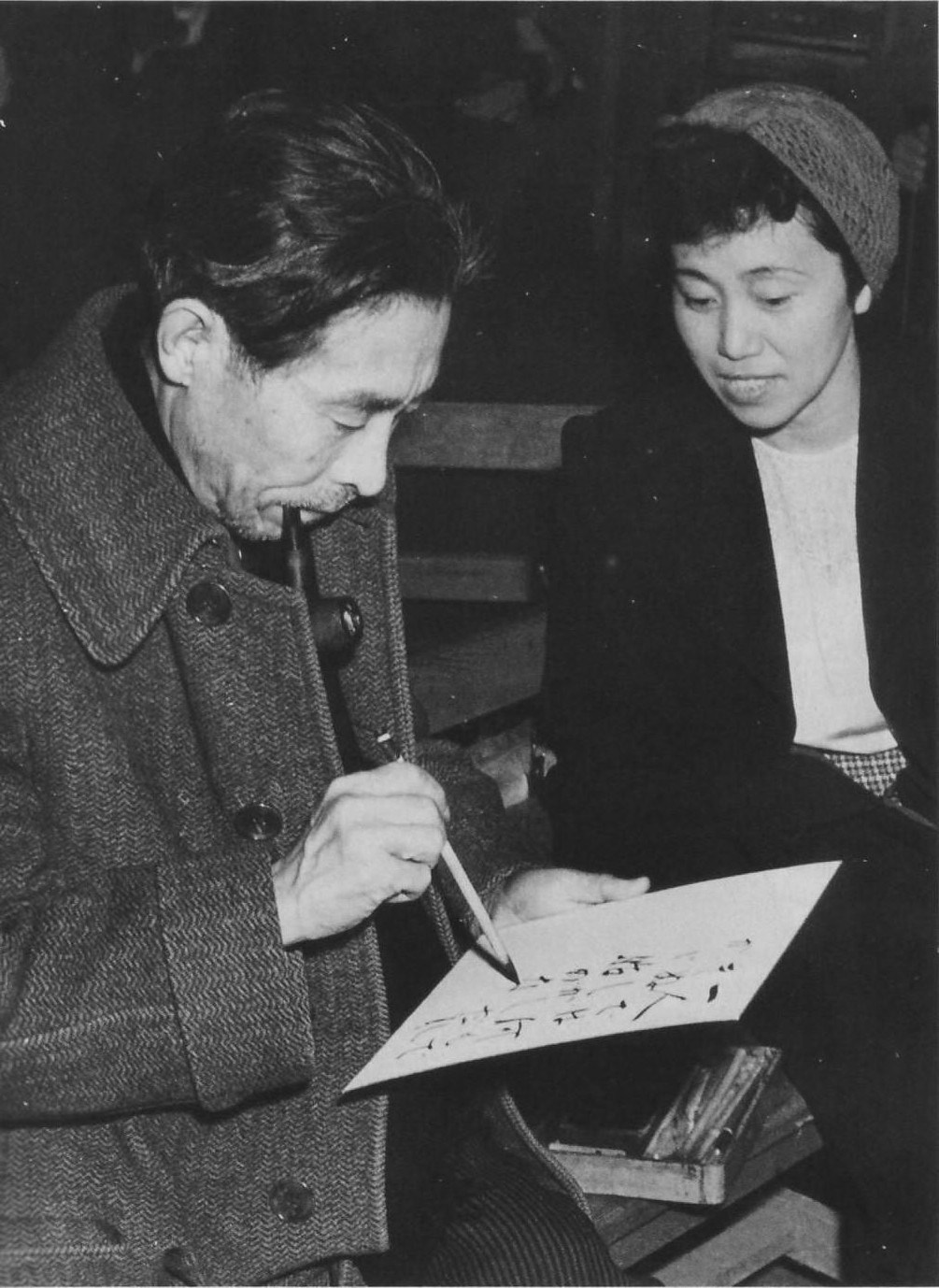
Haruko Sugimura alături de scriitorul Kunio Kishida

S-a născut în 1909 la Hiroshima, a fost o actriță de teatru respectată și s-a aflat printre fondatorii companiei teatrale Bungakuza. A debutat ca actriță de film la vârsta de 23 de ani și a apărut în peste 110 filme între 1937 și 1995, fiind distribuită frecvent în rolurile unor femei mature. Sugimura a colaborat frecvent cu cineastul Yasujirō Ozu, iar rolul ei cel mai faimos în Occident este cel al lui Shige, fiica de profesie coafeză a cuplului în vârstă, din filmul Tokyo Story (1953) al lui Ozu. A avut, de asemenea, un rol important în filmul Late Chrysanthemums (1954) al lui Naruse. Mai târziu, Akira Kurosawa a distribuit-o în rolul unei matroane vicioase și egoiste a unui bordel în filmul Barbă Roșie (1965).
Sugimura a refuzat decorația Ordinul Culturii.

## Filmografie selectivă

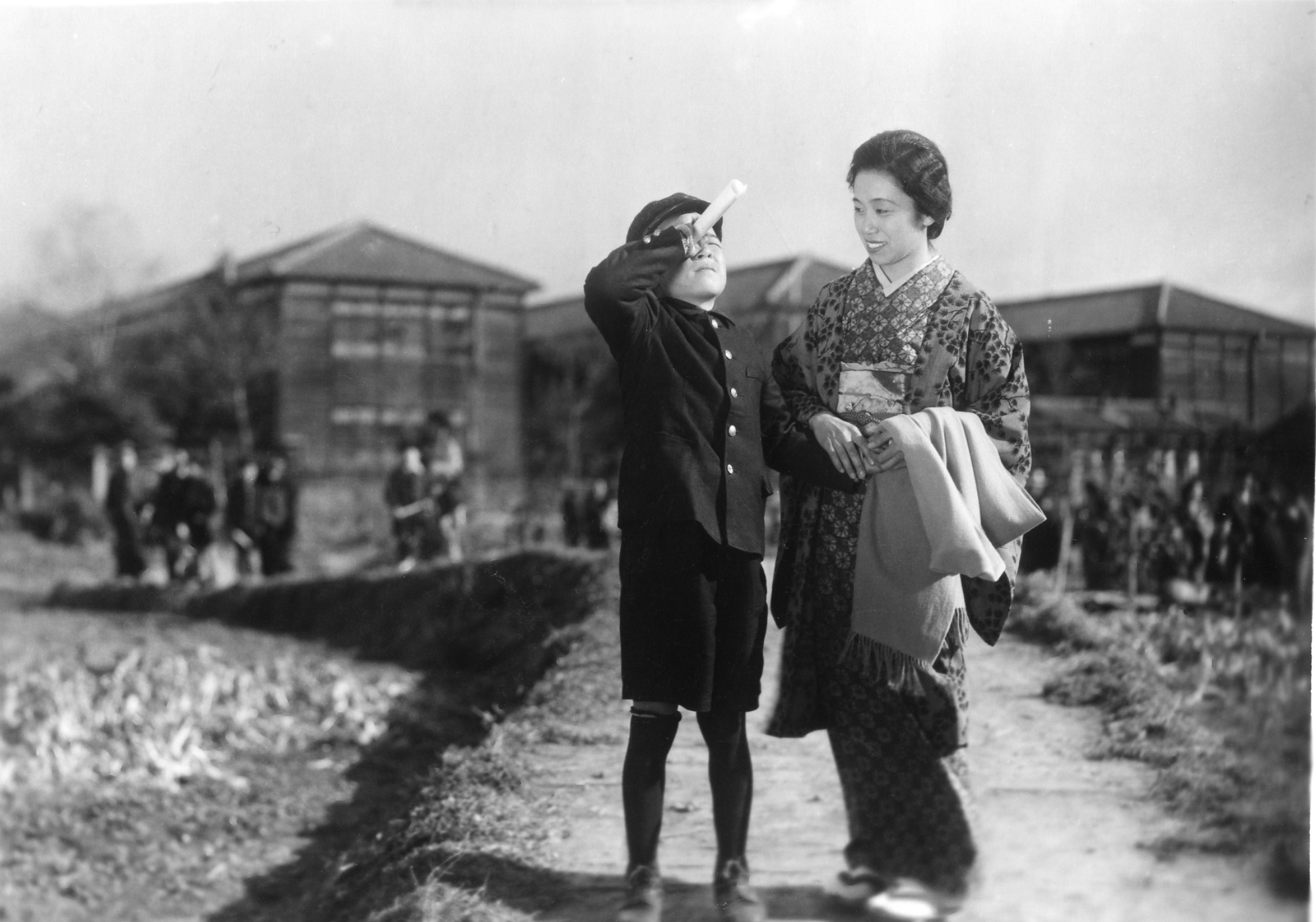
Haruko Sugimura în Main dans la main, les enfants (1948)

- 1940: Le Printemps des petites îles (小島の春 Kojima no haru?), regizat de Shirō Toyoda
- 1944: L'Armée (陸軍 Rikugun?), regizat de Keisuke Kinoshita - Setsu
- 1946: Le Matin de la famille Osone (大曾根家の朝 Osoneke no asashi?), regizat de Keisuke Kinoshita
- 1946: Les Descendants de Taro Urashima (浦島太郎の後裔 Urashima Taro no koei?), regizat de Mikio Naruse
- 1946: Je ne regrette rien de ma jeunesse (わが青春に悔なし Waga seishin ni kuinashi?), regizat de Akira Kurosawa - Madame Noge, mama lui Ryukichi[11]
- 1947: Quatre histoires d'amour (四つの恋の物語 Yottsu no koi no monogatari?), regizat de Shirō Toyoda, Mikio Naruse, Kenta Yamazaki și Teinosuke Kinugasa[11]
- 1948: Main dans la main, les enfants (手をつなぐ子等 Te o tsunagu kora?), regizat de Hiroshi Inagaki
- 1949: Printemps tardif (晩春 Banshun?), regizat de Yasujirō Ozu
- 1949: Le Fantôme de Yotsuya (四谷怪談 Yotsuya kaidan?), regizat de Keisuke Kinoshita
- 1950: Écoutez les grondements de l'océan (日本戦歿学生の手記 きけ、わだつみの声 Nippon senbotsu gakusei shuki: Kike wadatsumi no koe?), regizat de Hideo Sekigawa
- 1951: Été précoce (麦秋 Bakushu?), regizat de Yasujirō Ozu
- 1951: Le Repas (めし Meshi?), regizat de Mikio Naruse
- 1951: Inochi uruwashi (命美わし?), regizat de Hideo Ōba
- 1953: Voyage à Tokyo (東京物語 Tōkyō monogatari?), regizat de Yasujirō Ozu
- 1953: Eaux troubles (にごりえ Nigorie?), regizat de Tadashi Imai
- 1954: Derniers Chrysanthèmes (晩菊 Bangiku?), regizat de Mikio Naruse
- 1955: Comme une fleur des champs (野菊の如き君なりき Nogiku no gotoki kimi nariki?), regizat de Keisuke Kinoshita
- 1955: L'Impératrice Yang Kwei-Fei (楊貴妃 Yōkihi?), regizat de Kenji Mizoguchi
- 1955: Journal d'un policier (警察日記 Keisatsu nikki?), regizat de Seiji Hisamatsu
- 1956: Au gré du courant (流れる Nagareru?), regizat de Mikio Naruse
- 1956: Printemps précoce (早春 Sōshun?), regizat de Yasujirō Ozu
- 1957: Crépuscule à Tokyo (東京暮色 Tōkyō boshoku?), regizat de Yasujirō Ozu
- 1958: La tristesse est aux femmes (悲しみは女だけに Kanashimi wa onna dakeni?), regizat de Kaneto Shindō - Chiyoko
- 1958: Nuages d'été (鰯雲 Iwashigumo?), regizat de Mikio Naruse - Toyo
- 1959: Bonjour (お早う Ohayo?), regizat de Yasujirō Ozu
- 1959: Herbes flottantes (浮草, うきぐさ Ukigusa?), regizat de Yasujirō Ozu
- 1960: Filles, épouses et une mère (娘・妻・母 Musume tsuma haha?), regizat de Mikio Naruse
- 1962: Le Goût du saké (秋刀魚の味 Sanma no aji?), regizat de Yasujirō Ozu
- 1964: Kwaïdan (怪談 Kaidan?), regizat de Masaki Kobayashi
- 1964: Le Parfum de l'encens (香華 Koge?), regizat de Keisuke Kinoshita - Tarōmaru
- 1965: Barbă Roșie (赤ひげ Akahige?), regizat de Akira Kurosawa - Kin, matroana bordelului local[12]
- 1967: La Femme du docteur Hanaoka (華岡青洲の妻 Hanaoka Seishū no tsuma?), regizat de Yasuzō Masumura - naratoarea
- 1995: Le Testament du soir (午後の遺言状 Gogo no Yuigon-jo?), regizat de Kaneto Shindō

## Premii și distincții
- 1951: Premiul Panglica Albastră pentru cea mai bună actriță în rol secundar pentru Été précoce, Le Repas și Inochi uruwashi[13]
- 1953: Premiul Mainichi pentru cea mai bună actriță în rol secundar pentru Eaux troubles și Voyage à Tokyo[14]
- 1974: Persoană cu merite culturale
- 1996: Premiul Mainichi pentru cea mai bună actriță pentru Le Testament du soir
- 1996: Premiul Kinema Junpō pentru cea mai bună actriță pentru Le Testament du soir
- 1998: Premiul special al Academiei Japoneze de Teatru și Film pentru întreaga carieră
- 1998: Premiul special Mainichi pentru întreaga carieră

## Legături externe
- Haruko Sugimura la Internet Movie Database
- Haruko Sugimura pe Japanese Movie Database